# Dichochrysa fanjingana
Dichochrysa fanjingana är en insektsart som först beskrevs av C.-k. Yang och X.-x. Wang 1988.  Dichochrysa fanjingana ingår i släktet Dichochrysa och familjen guldögonsländor. Inga underarter finns listade i Catalogue of Life.